# Zagrobni svet
Zagrobni svet ili podzemni svet je svet mrtvih u raznim religioznim tradicijama, lociran ispod sveta živih. Htonički je tehnički pridjev za stvari iz podzemlja.
Koncept pozemnog sveta je prisutan u skoro svakoj civilizaciji, i „moguće je da je star koliko i samo čovečanstvo”. Zajednička svojstva mitova o pozemno svetu su prikazi živih ljudi koji putuju u pozemni svet, često s nekim herojskim ciljem. Drugi mitovi ojačavaju tradicije da ulaz duše u podzemni svet zahteva pravilno obavljanje ceremonija, kao što je antička grčka priča o nedavno preminulom Patroklu koji progoni Ahila dok njegovo telo ne može da bude pravilno zakopana radi te svrhe. Osobe s društvenim statusom bile su obučene i opremljene kako bi bolje upravljale podzemnim svetom.
Brojne mitologije inkorporiraju koncept duša pokojnika koje putuju u podzemni svet, sa mrtvacima koji trebaju da budu prevedeni preko prepreke kao što je jezero ili reka do tog odredišta. Slike takvih putovanja mogu se naći u drevnoj i modernoj umetnosti. Silazak u podzemni svet opisan je kao „pojedinačni najznačajniji mit za modernističke autore”.

## Indoevropska rekonstrukcija
Mnoge indoevropske mitologije pokazuju dokaze za verovanje u neki oblik „Onog sveta“ i u mnogim slučajevima, kao što su persijska, grčka, germanska, keltska, slovenska i indijska mitologija, reka je morala da se pređe da bi se omogućio ulaz u njega, i tu je je obično bio starac koji bi preneo dušu preko vode. U grčkoj i indijskoj mitologiji smatralo se da vode ove reke ispiraju grehe ili sećanja, dok keltski i germanski mitovi sadrže vodu koja prenosi mudrost, što sugeriše da će, dok se sećanja na pokojnika ispiraju, osoba koja pije vodu dobija inspiraciju. Putnik će obično naići na psa ili u svojstvu čuvara Drugog sveta ili na lutajućeg vodiča. Primeri za ovo su grčki Kerber, troglavi Hadov pas, i indijski सर्वरा Sarvara, jedan od pasa Jame, čija imena mogu da potiču od indoevropskog *ḱerberos što znači „pegav“. U indoevropskim mitologijama Drugi svet je prikazan na mnogo načina, uključujući mirne livade, ostrva i zgrade što otežava određivanje kako se posmatrao originalni protoindoevropski Drugi svet. Vladar mrtvih je verovatno bio Jemo, božanski blizanac Manua, prvog čoveka.

### Germanski
Kao što je to bio slučaj u keltskim mitologijama, u germanskim mitovima jabuke su bile posebno povezane sa Drugim svetom. U skandinavskoj tradiciji su predstavljeni mitološki lokaliteti, kao u irskoj mitologiji; međutim, za razliku od irske mitologije, učinjen je pokušaj da se mapiraju lokaliteti Drugog sveta, a ne da se navedu lokaliteti povezani sa njim. U Edi su imenovane mnoge lokacije, uključujući nastambine bogova, kao što su Odinova dvorana u Valhali ili Ulrov stan u Idalaru („Judejl“). Gilfagining i kasnija norveška pesma Draumkvaede opisuju putovanja na onaj svet.

### Slovenski
Rani Sloveni su verovali u mitsko mesto gde su ptice letele za zimu, a duše odlazile posle smrti; ovo carstvo se često poistovećivalo sa rajem i naziva se Viraj. Govorilo se i da je proleće na Zemlju stiglo iz Viraja. Kapije Viraja su sprečile smrtnike da uđu. Čuvao ih je Veles, koji je ponekad uzimao životinjski oblik raroga, držeći u svojim kandžama ključeve drugih svetova. Viraj je ponekad bio povezan i sa božanstvom poznatim kao Rod – očigledno se nalazio daleko iza mora, na kraju Mlečnog puta. Obično se zamišljao kao vrt, smešten u krošnji kosmičkog drveta. Dok se za grane govorilo da se gnezde ptice, koje su obično identifikovane kao ljudske duše. Kada se slovensko stanovništvo postepeno okretalo hrišćanstvu (npr. tokom hristijanizacije Kijevske Rusije i pokrštavanja Poljske), nova verzija ovog verovanja je postala široko rasprostranjena u kojoj su postojala dva od ovih domena – jedna analogna prvobitnom mitu, rajsko mesto gde su ptice odletele, a drugo podzemni svet za zmije i zmajeve, često povezivano sa hrišćanskom idejom pakla.

## Literatura
- Elden, Stuart (2013). The birth of territory. University of Chicago Press. стр. 39—40. ISBN 9780226041285.
- Mani, Vettam (1975). Puranic Encyclopaedia: A Comprehensive Dictionary With Special Reference to the Epic and Puranic Literature. Delhi: Motilal Banarsidass. стр. 580–1. ISBN 978-0-8426-0822-0.
- Wilson, Horace Hayman (1865). „Chapter V”. The Vishnu Purana (Translation). II. London: Trubner & co. стр. 209—213.
- Dowden, Ken (2000). European Paganism: the Realities of Cult from Antiquity to the Middle Ages. Routledge. ISBN 978-0-415-12034-0.
- Dronke, Ursula (Trans.) (1997). The Poetic Edda: Volume II: Mythological Poems. Oxford University Press. ISBN 978-0-19-811181-8.
- Larrington, Carolyne (Trans.) (1999). The Poetic Edda. Oxford World's Classics. ISBN 978-0-19-283946-6.
- Faulkes, Anthony (Trans.) (1995). Edda. Everyman. ISBN 978-0-460-87616-2.
- Schön, Ebbe (2004). Asa-Tors hammare, Gudar och Jättar i tro och Tradition. Fält & Hässler, Värnamo. ISBN 978-91-89660-41-0.
- Schröder, Franz Rolf (1931). „Germanische Schöpfungsmythen”. Germanisch-Romanische Monatsschrift. 19: 1—26.
- Simek, Rudolf (2007). Dictionary of Northern Mythology. Translated by Angela Hall. D.S. Brewer. ISBN 978-0-85991-513-7.
- Dimmitt, Cornelia; Buitenen, Johannes Adrianus Bernardus (1978). Classical Hindu mythology: a reader in the Sanskrit Purāṇas. Temple University Press. стр. 348—350.
- Dimmitt, Cornelia; Buitenen, Johannes Adrianus Bernardus (1978). Classical Hindu mythology: a reader in the Sanskrit Purāṇas. Temple University Press. стр. 48—49.
- Prabhupada. „Bhagavata Purana 5.24”. The Bhaktivedanta Book Trust International, Inc. Архивирано из оригинала 4. 1. 2010. г. Приступљено 1. 7. 2010.
- Dimmitt, Cornelia (2012). Classical Hindu Mythology: A Reader in the Sanskrit Puranas. Temple University Press. ISBN 978-1-4399-0464-0.
- Māṇi, Veṭṭaṃ (1998). Purāṇic Encyclopaedia: A Comprehensive Dictionary with Special Reference to the Epic and Purāṇic Literature. Motilal Banarsidass. ISBN 978-81-208-0597-2.
- Mayer, Robert (2007). „The Importance of the Underworlds: Asuras’ Caves in Buddhism, and Some Other Themes in Early Buddhist Tantras Reminiscent of the Later Padmasambhava Legends”. Journal of the International Association of Tibetan Studies (JIATS). 3.
- Parmeshwaranand (2001). Encyclopaedic Dictionary of Puranas. Sarup & Sons. ISBN 978-81-7625-226-3.
- Wilson, Horace Hayman (1865). Works...
- von Franz, Marie-Louise. „The Process of Individuation.”. Man and His Symbols. New York: Doubleday. 1964. стр. 200–204. ISBN 978-0-385-05221-4., Carl Jung, ed.
- Burkert, Walter (1985), Greek Religion, Cambridge, Massachusetts: Harvard University Press, ISBN 978-0-674-36281-9
- Chadwick, John (1976). The Mycenaean World. New York: Cambridge University Press. стр. 85. ISBN 978-0-521-29037-1.
- Dillon, Matthew (2002). Girls and Women in Classical Greek Religion. London: Routledge. ISBN 978-0-415-20272-5.
- Ovid (2010), Metamorphoses, Превод: Martin, Charles, New York: W. W. Norton & Company